# Pachyramphus albogriseus
Pachyramphus albogriseus é uma espécie de ave da família Tityridae.
Pode ser encontrada nos seguintes países: Colômbia, Costa Rica, Equador, Guatemala, Nicarágua, Panamá, Peru e Venezuela.
Os seus habitats naturais são: florestas secas tropicais ou subtropicais e regiões subtropicais ou tropicais húmidas de alta altitude.